# Lleonci de Beirut el Jove
Lleonci de Beirut el Jove (en llatí Leontius, en grec Λεόντιος) fou un jurista romà d'Orient fill d'Eudoxi, del segle vi, que vivia a Beirut i era probablement parent de Lleonci de Beirut el Vell. Era professor de lleis a la seva ciutat.
Va ser el pare d'Anatoli, un destacat professor de lleis a Beirut i un dels compiladors del Digest. Al Codi de Justinià es diu d'ell i de la seva família, optimam sui memoriam in legibus reliquerunt ('ha quedat molt bona memòria [de les seves aportacions] a les lleis').